# 謝琛 (弘治進士)
謝琛（1472年—16世紀），字德溫，江西廣信府弋陽縣人，明朝政治人物。

## 生平
謝琛是弘治十一年（1498年）戊午科江西鄉試第六十九名舉人，次年（1499年）聯捷進士，獲授東陽知縣，使當地吏治清明；正德二年（1507年）六月陞任南京福建道監察御史，巡按南直隸期間處事莊重嚴峻，貪官望風而懼。其後謝琛在正德七年（1512年）七月轉任浙江按察司蘇松兵備道副使，八年三月分管水利，十年給事中邢寰弹劾其巡按苏松時，贪污显著形于民谣，要求罢黜他，謝琛很快請求致仕歸鄉。

## 家族
曾祖謝敬安；祖謝景新；父謝騄，监生。母邵氏。具庆下。弟瑜、瑶、珩。